# Vanna

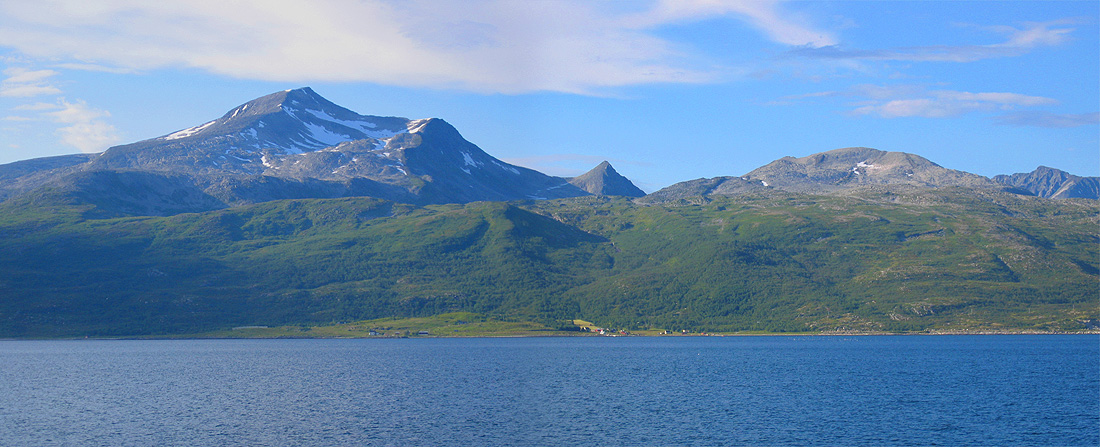
Wyspa Vanna

Vanna – przybrzeżna wyspa norweska, położona na Morzu Norweskim, u północnych wybrzeży kraju, na północny – wschód od wyspy Ringvassoy. Oddzielona jest cieśniną Hamrefjorden od leżącej na południowym – zachodzie wypy Helgoy, cieśniną Vannasundet od leżącej na południu wyspy Reinoy, cieśniną Fugloysund od leżącej na wschodzie wyspy Arnoy oraz cieśniną Fugloysveet od leżącej na północnym – wschodzie wyspy Fulgoya.
Powierzchnia 232 km². Północna część wybrzeża jest bardziej rozwinięta od południowej części. Ma charakter górzysty, z wysokościami do 1033 m n.p.m. Występują tu liczne krótkie rzeki i małe jeziorka. Główną miejscowością jest tu Torsvag.